# Eduard Strauss (Chemiker)
Eduard Strauss, auch Eduard Strauß geschrieben, (* 9. April 1890 in Merzig; † 1971) war ein deutscher Chemiker, Apotheker, Unternehmer und Autor. Er war der Vater des Dramatikers Botho Strauß.

## Leben
Eduard Strauss studierte Chemie und wurde 1927 an der Universität Frankfurt am Main promoviert. Im Ersten Weltkrieg hatte er durch einen Schuss sein linkes Auge verloren. Er war in Naumburg (Saale) Mitinhaber eines pharmazeutischen Unternehmens. Nach der Enteignung des Betriebs im Jahr 1950 flüchtete er aus der DDR nach Remscheid und lebte später in Bad Ems. Hier schrieb er Gutachten für die Pharmaindustrie. Außerdem gab er ein Blatt namens Unabhängiger kritisch-satirischer Beobachter für Ärzte und Apotheker und Berichterstatter für aufgeschlossene Köpfe im Arzneimittel- und Gesundheitswesen heraus.

## Schriften
- Die Heilmittel, woher sie kommen, was sie sind, wie sie wirken. Alwin Fröhlich Verlag, Leipzig 1938.
- Achtung ... Bakterien. Alwin Fröhlich Verlag, Leipzig 1939.
- (mit Helmut Wichmann): Recht und Gesetz. Fibel für alle Angehörigen der Heil-, Krankenpflege- und Gesundheitsberufe in Frage und Antwort. Alwin Fröhlich Verlag, Leipzig 1939.
- Nicht so früh sterben! Pan-Verlag Birnbach, Leipzig 1941. (ins Niederländische übersetzt unter dem Titel Niet te vroeg sterven!, Amsterdam 1943)
- Medizinische Fachsprache ... verständlich gemacht! 22. Auflage, Verlag Alwin Fröhlich, Hamburg 1956.